# Cartamundi
Cartamundi – belgijski producent kart do gry. Firma powstała w Turnhout w 1970.
Asortyment Cartamundi to dwie oddzielne grupy produktowe:
- asortyment przeznaczony na rynek detaliczny łącznie z kartami licencjonowanymi (np. Disney, Harry Potter, James Bond), karty reklamowe oraz karty dla kasyn.
- karty kolekcjonerskie (np. Magic the Gathering, Pokemon etc.) oraz karty stanowiące komponenty gier planszowych (np. Monopoly, Cluedo etc.).

Poza siedzibą główną i centrum produkcyjnym w Turnhout, w Belgii, Cartamundi posiada także fabryki w Niemczech, Stanach Zjednoczonych, Wielkiej Brytanii, Brazylii, Meksyku oraz w Polsce.
Grupa Cartamundii jest największym licencjobiorcą w Europie w swojej kategorii produktowej i stała się globalnym partnerem lidera rynku licencji The Walt Disney Company oraz innych renomowanych licencjodawców takich jak Warner Bros, EON, Lucasfilm, National Geographic czy ostatnio UEFA. Współpracuje również z firmami Mattel i Hasbro.
Grupa Cartamundi jest również partnerem dla wielu firm  m.in. Coca-Cola, Shell, Nestle czy Danone.